# Triumfetta scandens
Triumfetta scandens är en malvaväxtart som beskrevs av Karl Moritz Schumann. Triumfetta scandens ingår i släktet triumfettor, och familjen malvaväxter. Inga underarter finns listade i Catalogue of Life.